# Unione Sportiva Foggia 1934-1935
Questa voce raccoglie le informazioni riguardanti l'Unione Sportiva Foggia nelle competizioni ufficiali della stagione 1934-1935.

## Rosa
| N. |                   | Ruolo | Calciatore          |
| -- | ----------------- | ----- | ------------------- |
|    | Italia (bandiera) | P     | Tullio Baldazzi     |
|    | Italia (bandiera) | C     | Adelmo Baldi        |
|    | Italia (bandiera) | P     | Giuseppe Baldi      |
|    | Italia (bandiera) | A     | Benedetto Benedetti |
|    | Italia (bandiera) | A     | Giuseppe Bianco     |
|    | Italia (bandiera) | C     | Arturo Boniforti    |
|    | Italia (bandiera) | D     | Benedetto Del Re    |
|    | Italia (bandiera) | C     | Vito Natale Labate  |
|    | Italia (bandiera) | D     | Pietro Lavè         |

| N. |                   | Ruolo | Calciatore         |
| -- | ----------------- | ----- | ------------------ |
|    | Italia (bandiera) | A     | Vincenzo Marsico   |
|    | Italia (bandiera) | C     | Raggio Montanari   |
|    | Italia (bandiera) | C     | Ettore Mussi       |
|    | Italia (bandiera) | P     | Ubaldo Narducci    |
|    | Italia (bandiera) | A     | Giovanni Pavanello |
|    | Italia (bandiera) | A     | Dante Rossi        |
|    | Italia (bandiera) | D     | Alberto Rosso      |
|    | Italia (bandiera) | A     | Attilio Sudati     |
|    | Italia (bandiera) | C     | Vittorio Torti     |

## Risultati

### Serie B

#### Girone B

##### Girone di andata
| Arbitro: | Carnevali (Roma) |

|                                     |           |               |
| Dapas 3’, 25’, 70’ Moretti 60’, 65’ | Marcatori | 26’ Pavanello |

| Foggia 7 ottobre 1934 2ª giornata | Foggia | 0 – 1 | Venezia |  |

| Ferrara 14 ottobre 1934 3ª giornata | SPAL | 3 – 1 | Foggia |  |

| Arbitro: | Scotti (Taranto) |

|                     |           |  |
| Pavanello ?’ (rig.) | Marcatori |  |

| Foggia 4 novembre 1934 5ª giornata | Foggia | 3 – 1 | Bari |  |

| Arbitro: | De Jurco (Trieste) |

|                         |           |  |
| Buich 75’ Bonivento 80’ | Marcatori |  |

| Bergamo 25 novembre 1934 7ª giornata | Atalanta | 2 – 1 | Foggia |  |

| Foggia 2 dicembre 1934 8ª giornata | Foggia | 1 – 0 | Padova |  |

| L'Aquila 16 dicembre 1934 9ª giornata | Aquila | 3 – 1 | Foggia |  |

| Foggia 23 dicembre 1934 10ª giornata | Foggia | 2 – 2 | Comense |  |

| Arbitro: | Piccoli (Bologna) |

|            |           |  |
| Camisaschi | Marcatori |  |

| Modena 13 gennaio 1935 12ª giornata | Modena | 1 – 0 | Foggia |  |

| Arbitro: | Saracini (Ancona) |

|                                               |           |  |
| Baldi II 5’, 20’ Montanari 35’ Torti 40’, 55’ | Marcatori |  |

| Arbitro: | Beraldi (Oneglia) |

|           |           |         |
| Montanari | Marcatori | Patuzzi |

| Perugia 3 febbraio 1935 15ª giornata | Perugia | 0 – 2 | Foggia |  |

##### Girone di ritorno
| Arbitro: | Borghetti (Ancona) |

|                            |           |  |
| Montanari 2’ Baldi III 70’ | Marcatori |  |

| Venezia 24 febbraio 1935 17ª giornata | Venezia | 1 – 1 | Foggia |  |

| Arbitro: | Dattilo (Roma) |

|                                              |           |                  |
| Sudati 17’, 22’ Pavanello 55’ Torti 75’, 90’ | Marcatori | 50’ Poggipollini |

| Pistoia 10 marzo 1935 19ª giornata                                  | Pistoiese | 3 – 0 referto | Foggia |  |
| \| \| \| \| \| Panzeri 3’ Mihalich ?’, ?’ (rig.) \| Marcatori \| \| |           |               |        |  |
|                                                                     |           |               |        |  |
| Panzeri 3’ Mihalich ?’, ?’ (rig.)                                   | Marcatori |               |        |  |

| Arbitro: | Salvatori (Roma) |

|              |           |           |
| Banchero 51’ | Marcatori | Benedetti |

| Foggia 31 marzo 1935 21ª giornata | Foggia | – n.d. | Grion Pola |  |

| Arbitro: | Soliani (Genova) |

|                    |           |  |
| Montanari 35’, 52’ | Marcatori |  |

| Padova 14 aprile 1935 23ª giornata | Padova | 3 – 1 | Foggia |  |

| Foggia 21 aprile 1935 24ª giornata | Foggia | 2 – 3 | Aquila |  |

| Como 28 aprile 1935 25ª giornata | Comense | 1 – 2 | Foggia |  |

| Foggia 5 maggio 1935 26ª giornata | Foggia | 4 – 1 | Cremonese |  |

| Foggia 12 maggio 1935 27ª giornata | Foggia | 3 – 0 | Modena |  |

| Vicenza 19 maggio 1935 28ª giornata | Vicenza | 2 – 0 | Foggia |  |

| Verona 26 maggio 1935 29ª giornata | Verona | 0 – 0 | Foggia |  |

| Arbitro: | Carletti (Ancona) |

|                                      |           |                  |
| Benedetti 35’ Sudati 60’ (rig.), 88’ | Marcatori | 70’ (rig.) Isada |

#### Spareggio salvezza
| Ancona 9 giugno 1935 Spareggio | Foggia | 1 – 1 | Cremonese |  |

| Fano 16 giugno 1935 Spareggio | Foggia | 1 – 0 | Cremonese |  |